# Sophronica pulchra
Sophronica pulchra är en skalbaggsart som beskrevs av Stefan von Breuning 1954. Sophronica pulchra ingår i släktet Sophronica och familjen långhorningar. Inga underarter finns listade i Catalogue of Life.